# Anna Lindhs park, Borås
För Anna Lindhs park i Stockholm, se Anna Lindhs park, Stockholm

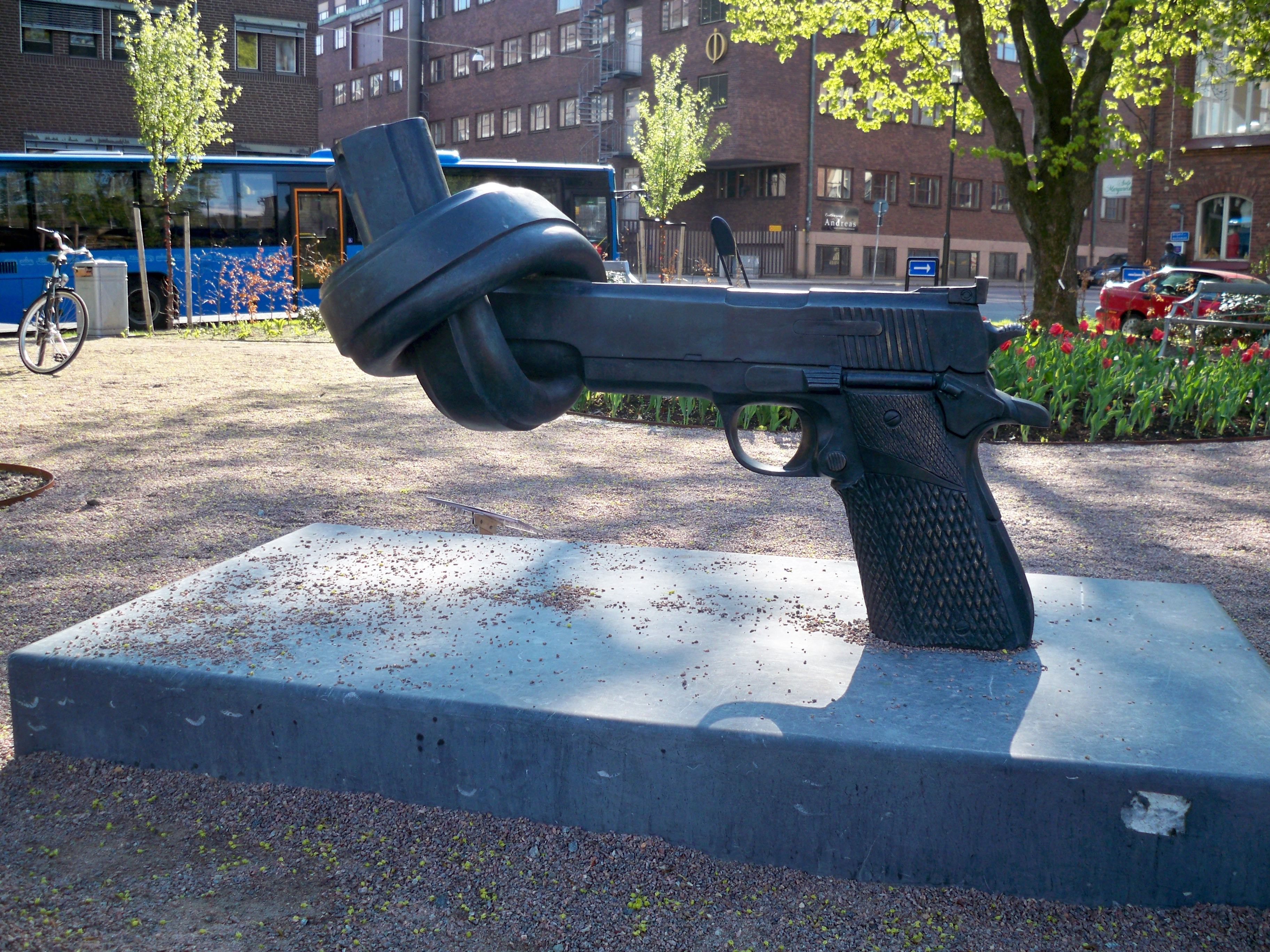
Non-Violence

Anna Lindhs park är en liten park i Borås, belägen där Bryggaregatan slutar vid Viskan. År 2008 bestämde byggnadsnämnden att platsen skulle döpas efter Anna Lindh. Platsen invigdes som Anna Lindhs park den 21 maj 2010 av Jan Eliasson under Borås internationella skulpturbiennal. Mitt på platsen finns ett exemplar av Carl Fredrik Reuterswärds skulptur Non-Violence. Detta objekt skiljer sig från övriga repliker av konstverket genom att avbilda en colt och inte en revolver.